# Ectropothecium intorquatum
Ectropothecium intorquatum là một loài Rêu trong họ Hypnaceae. Loài này được (Dozy & Molk.) A. Jaeger mô tả khoa học đầu tiên năm 1880.